# Kamusznik (zwyczajny)
Kamusznik (zwyczajny) (Arenaria interpres) – gatunek średniej wielkości ptaka wędrownego z rodziny bekasowatych (Scolopacidae). Jest bliski zagrożenia wyginięciem.

## Podgatunki i zasięg występowania
Kamusznik zamieszkuje w zależności od podgatunku:
- Arenaria interpres interpres – północna Eurazja (w Europie m.in. Skandynawia i Dania) aż po północno-zachodnią Alaskę, Grenlandia oraz kanadyjskie arktyczne wyspy: Axela Heiberga i Ellesmere’a. Zimuje na wybrzeżach zachodniej Europy, Afryki, południowej Azji, Indonezji, Australazji, na wyspach południowego Pacyfiku oraz amerykańskich wybrzeżach Pacyfiku od Kalifornii do przynajmniej Meksyku.

W Polsce nieliczny ptak przelotny, regularnie pojawia się podczas przelotów na wybrzeżu Bałtyku, rzadko zalatuje w głąb lądu. Na początku XX wieku gnieździł się w Środkowej Europie na wybrzeżach Morza Północnego i Bałtyku. Gdy w latach 70. wzrosła populacja skandynawska, od strony Danii zasiedlił na nowo Szlezwik-Holsztyn.
- Arenaria interpres morinella – północno-wschodnia Alaska i arktyczna Kanada. Zimuje na wybrzeżach od Karoliny Południowej i Zatoki Meksykańskiej po południowo-środkowe Chile i północną Argentynę.

Populację występującą od Syberii po zachodnią Alaskę niekiedy wydzielano do podgatunku oahuensis.

## Cechy gatunku

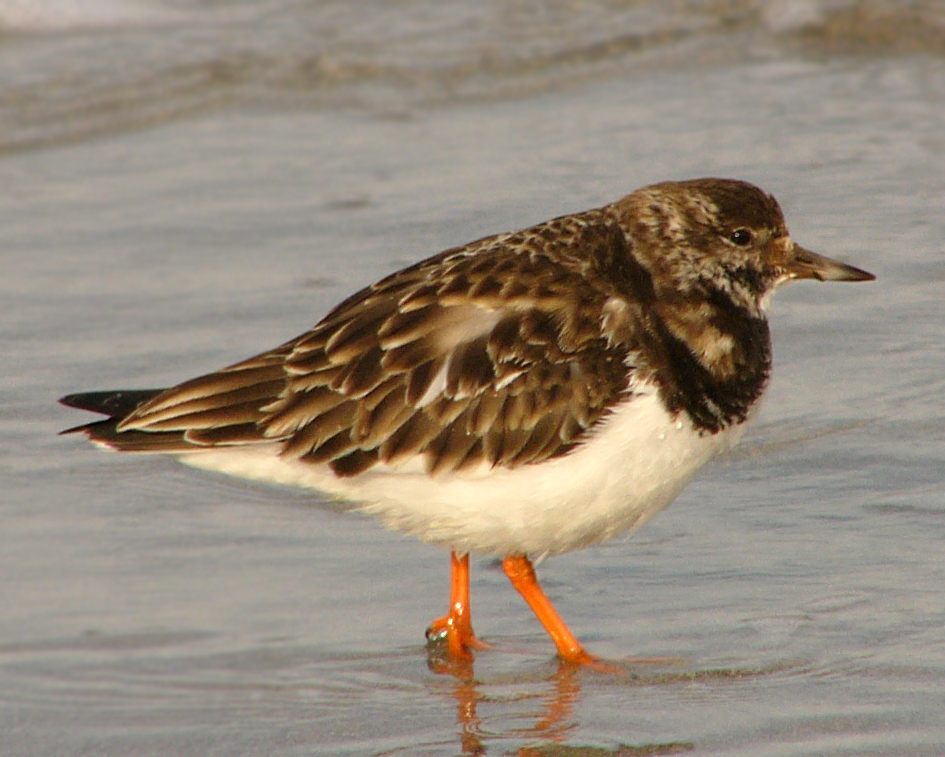
Upierzenie spoczynkowe

Kamusznik to błotny ptak wielkości szpaka. W szacie godowej samiec ma głowę i szyję białą, wierzch głowy pokryty podłużnym czarnym kreskowaniem na białym tle, oczy łączy czarny, poprzeczny pasek, na bokach szyi i głowy podłużne czarne pasy łączące się w czarną plamę na gardle, obejmujące również boki piersi. Środek piersi, brzuch i pokrywy podogonowe białe. Skrzydła w rdzawobrązowe pasy, w podobnym kolorze grzbiet dodatkowo z czarnym pasem. W locie wygląda efektownie – widoczne białe plamy na skrzydłach, biały kuper z podkowiastą czarną plamą i ogon biały z dwoma czarnymi pasami. Krótki, mocny, klinowaty dziób czarny lekko wygięty ku górze, nogi pomarańczowe z czarnymi plamami na stawie skokowym. Samica mniej kontrastowa, o jednolicie ciemnym wierzchu głowy. Jesienią osobniki dorosłe tracą swój rudawy odcień. W szacie spoczynkowej zarówno samiec, samica, jak i osobniki młodociane mają wierzch ciała ciemnobrązowy z delikatnym deseniem, podobnego koloru szeroka obroża na szyi i boki piersi. Osobniki młode są jednak nieco jaśniejsze od dorosłych. Środek piersi, brzuch i pokrywy podogonowe oraz podgardle białe. Dziób szary, nogi pomarańczowe.
Usłyszeć można jego ostre, gardłowe, piszczące i gwiżdżące zawołania „tik e tik” lub „khi ki ki ki kiw”. Rozpoznanie pojedynczego osobnika jest wprawdzie łatwe, ale utrudnia je zwykle mieszanie się z innymi stadami bekasowców.
Wymiary średniedługość ciała ok. 20–25 cm
rozpiętość skrzydeł ok. 45–56 cm
masa ciała ok. 80–190 g

## Ekologia i zachowanie

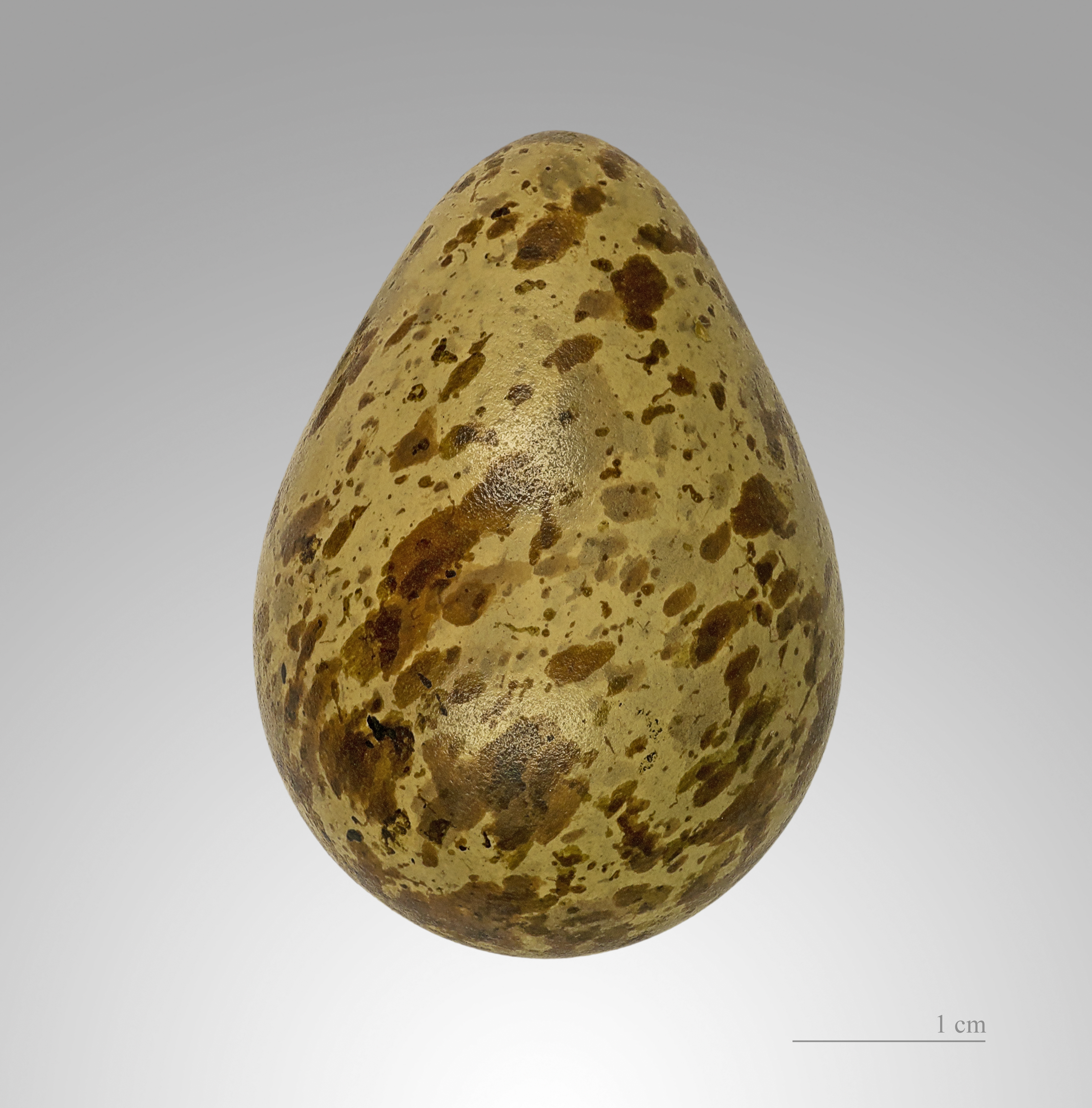
Jajo z kolekcji muzealnej

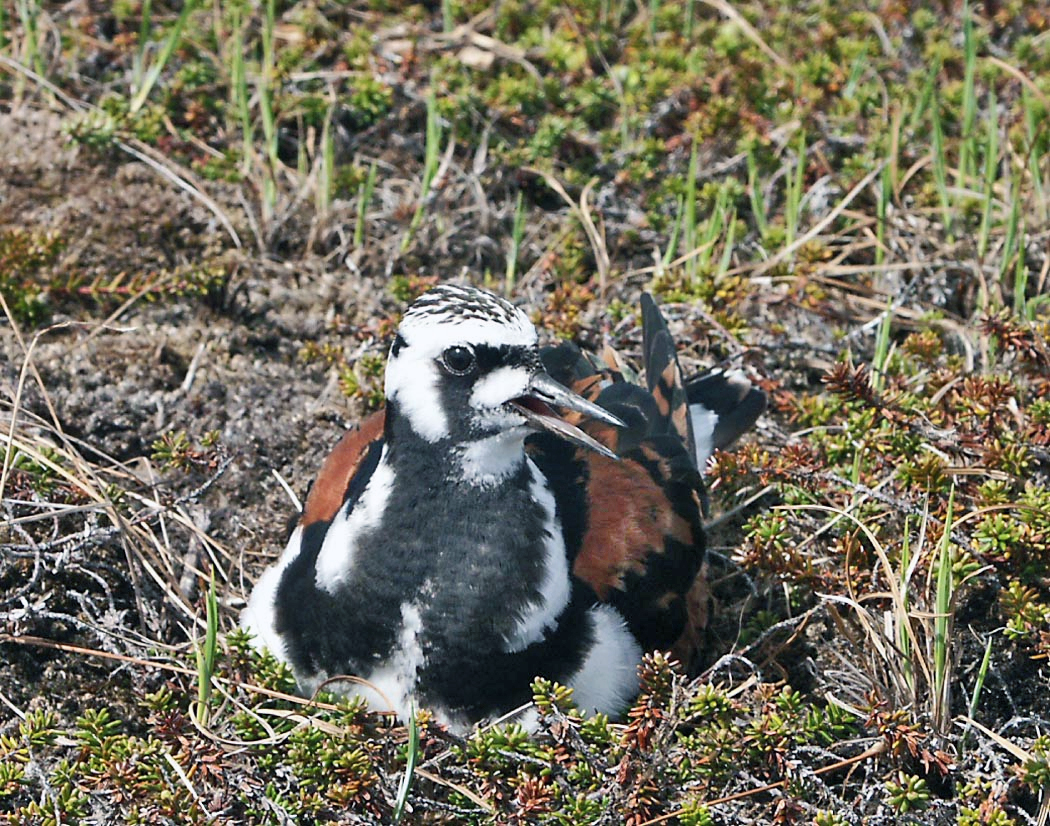
Kamusznik na gnieździe w szacie godowej

BiotopMorskie kamieniste i piaszczyste wybrzeża, wydmy, skaliste wysepki i kamieniste części tundry, gdzie jedyną występującą roślinnością są mchy i porosty, również w strefie lasów iglastych. Miejscami może być tam bardzo liczny. W czasie przelotów kamusznika spotyka się w głębi kontynentu europejskiego na błotnistych brzegach i płyciznach, nad jeziorami i stawami, ale tylko pojedynczo.
TokiNa lęgowiska przylatuje od kwietnia do czerwca, co roku wraca w te same miejsca. Jest to ptak monogamiczny, a pary przez parę lat mogą być sobie wierne. W czasie toków samiec lata nad swoim rewirem specyficznym, ceremonialnym lotem goniąc samicę. Ta jednak przegania go ciągle i atakuje. Skojarzona para buduje razem gniazdo.
GniazdoZagłębienie w otwartym terenie, zazwyczaj na pagórku. Znajduje się między kamieniami lub pod nimi. Jamkę para wygrzebuje jednak dopiero po zniesieniu pierwszego jaja. Wyścielają ją wtedy miękką trawą.
JajaW ciągu roku wyprowadza jeden lęg, składając w maju–czerwcu 3 lub 4 szarozielone lub brunatnawe jaja usiane ciemniejszymi plamkami.
Okres lęgowyJaja wysiadywane są od zniesienia pierwszego jaja przez okres 22–24 dni na zmianę przez obydwoje rodziców. Pisklętami przez pierwszy tydzień lub dwa zajmują się oboje rodzice, później tylko samiec, bo samica traci stopniowo swe więzi z potomstwem. Odlatują z lęgowisk już od lipca, choć najczęściej w sierpniu i wrześniu.
PożywienieBezkręgowce i nasiona roślin.
Nie znając szczegółów wyglądu na brzegach mórz można go rozpoznać po tym, że zajęty jest odwracaniem kamieni. Dotyczy to nawet tych kamyków, które są większe od niego. Odwracać może też muszle, rozgrzebywać sterty glonów. Szuka w ten sposób pod spodem drobnych mięczaków, skorupiaków (głównie krewetek), pajęczaków i owadów. Kamienie najpierw podważa dziobem, a potem odpycha na bok, aż w końcu przewraca całkowicie. Od tej techniki zdobywania pokarmu wzięła się jego nazwa. Na zaludnionych wybrzeżach karmi się zimą również odpadami z kuchni restauracji plażowych. Nie gardzi też padliną.
Wypluwki kamusznika nie zachowują się długo. Ich skład procentowy jest następujący: 60% – pancerze skorupiaków, 17% – brązowa masa, pobrzeżki (Littorina operculata) – 12%, szczęki wieloszczetów, żwir, piasek, materia roślinna i pióra – 6%. W trakcie obserwacji głównym pożywieniem kamusznika był kiełż, jednak przy badaniu wypluwki prawie w ogóle nie stwierdzono jego zawartości.

## Status i ochrona
Międzynarodowa Unia Ochrony Przyrody (IUCN) od 2024 roku uznaje kamusznika za gatunek bliski zagrożenia (NT – Near Threatened); wcześniej klasyfikowany był jako gatunek najmniejszej troski (LC – Least Concern). Liczebność światowej populacji, według szacunków organizacji BirdLife International z 2024 roku, mieści się w przedziale 750 000 – 1 750 000 osobników. Globalny trend liczebności uznawany jest za umiarkowanie spadkowy.
W Polsce jest objęty ścisłą ochroną gatunkową.